# Орней
Орней (др.-греч. Όρνεύς) — в греческой мифологии сын афинского царя Эрехтея и его жены Праксифеи, один из главных персонажей в истории изгнания своего старшего брата Кекропса из Афин.

## Мифология
Орней был одним из сыновей восьмого царя Афин Эрехтея. Его матерью была Праксифея, братьями — Кекропс, Метион и Пандор. Известно, что у Орнея был сын Петей, через которого он впоследствии стал дедом Менесфея.
Орней сыграл одну из главных ролей в истории изгнания брата Кекропса из афинского царства. После кончины их отца царя Эрехтея в Афинах остро стоял вопрос о передаче власти. Дело в том, что Эрехтей перед смертью ничего не сказал о том, кого он видит в качестве наследника своего трона. Проблему должен был решить третейский судья. Им стал Ксуф, муж сестры Кекропса, старшего из сыновей почившего царя. Ксуф, вопреки ожиданиям остальных братьев, объявил в качестве престолонаследника Кекропса. Этот результат совершенно не устроил Орнея, Метиона и Пандора: они сочли его пристрастным и предопределённым, поскольку Ксуф породнился с Кекропсом через свою жену. Не поддержав решение третейского судьи, Орней и другие братья изгнали Кекропса из Афин. Он бежал вначале в Мегару, затем на остров Эвбея, где впоследствии совместно с Пандором основал колонию.
Побег Кекропса ничего не принёс Орнею с братьями, афинский трон им всё равно не достался. Формально царём оставался Кекропс, а после его смерти трон перешёл к его сыну Пандиону.